# Cantó de Fouesnant
El cantó de Fouesnant (bretó Kanton Fouenant) és una divisió administrativa francesa situat al departament de Finisterre a la regió de Bretanya.

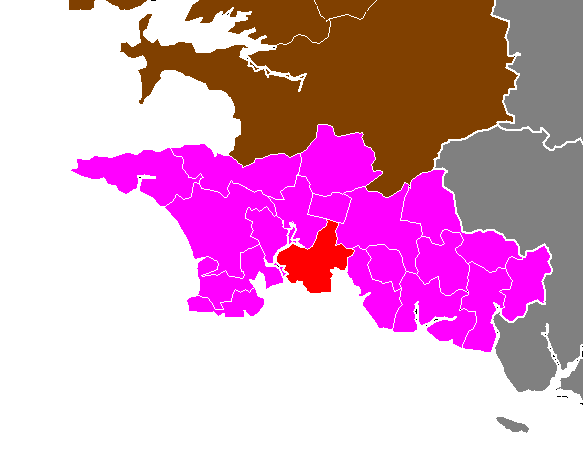
Situació del cantó

## Composició
El cantó aplega 7 comunes :
| Nom francès        | Nom bretó          | Població | km²    | Codi Postal | Codi INSEE |
| Bénodet            | Benoded            | 2.750    | 10,53  | 29950       | 29006      |
| Clohars-Fouesnant  | Kloar-Fouenant     | 1.417    | 13,02  | 29950       | 29032      |
| Fouesnant          | Fouenant           | 8.076    | 32,76  | 29170       | 29058      |
| Gouesnac'h         | Gouesnac'h         | 2.119    | 17,07  | 29950       | 29060      |
| La Forêt-Fouesnant | Ar Forest-Fouenant | 2.809    | 18,53  | 29940       | 29057      |
| Pleuven            | Plunenn            | 2.356    | 13,69  | 29170       | 29161      |
| Saint-Évarzec      | Sant-Evarzeg       | 2.897    | 24,65  | 29170       | 29247      |
| Cantó              | Fouenant           | 22.424   | 130,25 | -           | 2915       |

## Evolució demogràfica
| 1962   | 1968   | 1975   | 1982   | 1990   | 1999   |
| ------ | ------ | ------ | ------ | ------ | ------ |
| 11.321 | 11.552 | 13.984 | 16.447 | 19.336 | 22.424 |

## Història
| Data d'elecció                           | Identitat      | Partit | Qualitat |
| ---------------------------------------- | -------------- | ------ | -------- |
| 2004-                                    | Nathalie Conan | PS     |          |
| les dades anteriors no són pas conegudes |                |        |          |
|                                          |                |        |          |